# Choschaba
Choschaba oder Khoschaba (auch Khoshaba, arabisch خوشابا Khawshaba, DMG Xaushaba, kurmandschi Xoşaba, häufiger Xoshaba, Xaoshaba oder Xawshaba) ist ein jesidisches Dorf im Norden des Iraks.
Das Dorf liegt ca. 20 km südöstlich von der assyrischen Stadt Alqosch und ca. 9 km nordöstlich von der assyrischen Stadt Telskuf im Distrikt Tel Kaif im Gouvernement Ninawa. Der Ort befindet sich in der Ninive-Ebene und gehört zu den umstrittenen Gebieten des Nordiraks. Zu den Bewohnern des Ortes gehören ausschließlich Jesiden.